# Короткометражний фільм

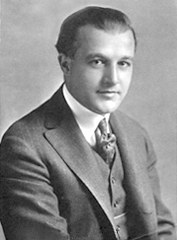
знявся у багатьох короткометражних фільмах, більшість з яких були тривалістю 20 хвилин.

Короткометра́жний фі́льм, також короткометра́жка, короткометрівка, коро́ткий метра́ж, коро́ткий метр  — тип фільму, що виділяється на противагу повнометражному фільму. Типова довжина короткометражного фільму 10—20 хвилин, зазвичай не більше 40—50 хвилин.
Спочатку весь ігровий кінематограф був короткометражним. Практично всі кінорежисери починали з короткого метра, тому що витрати на виробництво короткометражного фільму значно нижчі, ніж у повнометражного. Багато фільмів стали класикою: «Ділові люди», «Пес Барбос і незвичайний крос», цикл короткометражних фільмів Резо Габріадзе («Парі» та інші).